# Lionel Hampton
Lionel Hampton (Louisville, Kentucky, 20 d'abril de 1908-Nova York, Nova York, 31 d'agost de 2002) fou un vibrafonista, pianista, bateria, cantant i director estatunidenc de blues.
Hampton va ser el primer vibrafonista de jazz i una de les seves grans figures des dels anys trenta. El seu estil és fonamentalment el del jazz clàssic, o mainstream jazz, amb forts vincles amb el jazz de les big bands i amb el swing.